# Atractus carrioni
Atractus carrioni är en ormart som beskrevs av Parker 1930. Atractus carrioni ingår i släktet Atractus och familjen snokar. Inga underarter finns listade.
Arten förekommer i provinsen Loja i södra Ecuador. Honor lägger ägg.